# 大西宏一郎
大西 宏一郎（おおにし こういちろう）は、日本の知的財産学者・経済学者。博士（経済学）（一橋大学）。早稲田大学教育・総合科学学術院教授。元大阪工業大学知的財産学部准教授。元文部科学省科学技術政策研究所研究員。元知的財産研究所研究員。
専門は、経済学/経済科学・科学技術政策、産業組織論、知的財産権・著作権保護・イノベーション。

## 略歴
一橋大学大学院経済学研究科博士課程修了、博士（経済学）（一橋大学）。2005年知的財産研究所研究員。2006年文部科学省科学技術政策研究所第2研究グループ研究員などを経て、2009年大阪工業大学知的財産学部に講師として着任。2017年同学部准教授。その間、2014年から1年間、マックスプランク研究所Innovation and Competition客員シニアフェローを務める。 
2018年早稲田大学教育・総合科学学術院准教授。2022年同学術院教授。
主な所属学会は、日本経済学会、日本知財学会など。主な著書は、産業組織のエッセンス（共著、有斐閣 2022、学術書）。  
主な受賞は、研究・技術計画学会 論文賞(2010)、日本知財学会論文賞(2019)。
経済学の対外啓蒙活動として、東洋経済オンラインで執筆している（2020年・2021年）。